# ماركو رويز (لاعب غولف)
ماركو رويز (بالإسبانية: Marco Ruiz)‏ هو لاعب غولف باراغواياني، ولد في 2 ديسمبر 1974 في أسونسيون في باراغواي.

## وصلات خارجية
- ماركو رويز على موقع رابطة لاعبي الغولف المحترفين (الإنجليزية)
- ماركو رويز على موقع رابطة أوروبا للاعبي الغولف المحترفين (الإنجليزية)
- ماركو رويز على موقع التصنيف العالمي الرسمي للغولف (الإنجليزية)